# Sandra Swennen
Sandra Swennen (Tongeren, 12 februari 1973) is een voormalige Belgische atlete, die was gespecialiseerd in het hink-stap-springen en het verspringen. Zij nam eenmaal deel aan de Europese kampioenschappen indooratletiek en veroverde op twee verschillende onderdelen twaalf Belgische titels.

## Biografie
Swennen werd in 1994 voor het eerst Belgisch kampioene in het hink-stap-springen. Tussen 1996 en 2003 veroverde ze acht opeenvolgende titels. Ze verbeterde op de Westathletic in Kevelaar met 12,76 m voor het eerst het Belgische record. In verschillende verbeteringen bracht ze het record in 2003 naar 13,79. Ook indoor verbeterde ze tussen 1995 en 2003 verschillende malen het Belgisch record.
Sandra Swennen veroverde tussen 2001 en 2003 ook drie opeenvolgende Belgische kampioenschapstitels in het verspringen.
Swennen nam slechts eenmaal deel aan een internationaal kampioenschap. In 2000 nam ze in eigen land deel aan de Europese indoorkampioenschappen. Ze werd laatste in de kwalificaties van het hink-stap-springen. Bij de Engelse AAA-indoorkampioenschappen in 2003 had zij meer succes. Daar veroverde zij met een sprong van 13,51 de titel. De Belgische was bij die gelegenheid de enige die de dertien-meter-grens overschreed.
Na enkele seizoenen als spurtster stopte Swennen in 2005 met atletiek.

### Clubs
Sandra Swennen was aangesloten bij Atletiekclub De Demer Tongeren, DCLA Leuven en AV Toekomst.

## Kampioenschappen

### Belgische kampioenschappen
Outdoor
| Onderdeel          | Jaar                                                 |
| ------------------ | ---------------------------------------------------- |
| verspringen        | 2001, 2002, 2003                                     |
| hink-stap-springen | 1994, 1996, 1997, 1998, 1999, 2000, 2001, 2002, 2003 |

Indoor
| Onderdeel          | Jaar                               |
| ------------------ | ---------------------------------- |
| hink-stap-springen | 1993, 1996, 2001, 2002, 2003, 2004 |

### Britse kampioenschappen (AAA)
Indoor
| Onderdeel          | Jaar |
| ------------------ | ---- |
| hink-stap-springen | 2003 |

## Persoonlijke records
| Onderdeel                   | Prestatie | Datum            | Plaats         |
| --------------------------- | --------- | ---------------- | -------------- |
| verspringen                 | 6,27 m    | 15 augustus 2001 | Brasschaat     |
| hink-stap-springen          | 13,79 m   | 29 juni 2003     | Heusden-Zolder |
| hink-stap-springen (indoor) | 13,66 m   | 26 januari 2003  | Gent           |

## Palmares

### verspringen
- 2000:  BK AC – 5,91 m
- 2001:  BK indoor AC – 5,94 m
- 2001:  BK AC – 5,99 m
- 2002:  BK AC – 6,07 m
- 2003:  BK AC – 6,26 m

### hink-stap-springen
- 1993:  BK indoor AC – 11,87 m
- 1993:  BK AC – 11,85 m
- 1994:  BK indoor AC – 11,97 m
- 1994:  BK AC – 12,44 m
- 1995:  BK indoor AC -12,22 m
- 1995:  BK AC
- 1996:  BK indoor AC
- 1996:  BK AC – 12,35 m
- 1997:  BK AC – 12,46 m
- 1998:  BK indoor AC -12,20 m
- 1998:  BK AC – 12,83 m
- 1999:  BK indoor AC -12,64 m
- 1999:  BK AC – 13,09 m
- 2000:  BK indoor AC -13,06 m
- 2000: 16e kwal. EK indoor in Gent – 13,12 m
- 2000:  BK AC – 13,16 m
- 2001:  BK indoor AC -13,38 m
- 2001:  BK AC – 13,14 m
- 2001:  BK indoor AC -13,38 m
- 2002:  BK AC – 12,92 m
- 2003:  BK indoor AC -13,47 m
- 2003:  Brits AAA-indoorkamp. - 13,51 m
- 2003:  BK AC – 13,66 m
- 2004:  BK indoor AC -12,93 m